# (370) Modestia
(370) Modestia – planetoida z pasa głównego asteroid okrążająca Słońce w ciągu 3 lat i 199 dni w średniej odległości 2,32 j.a. Została odkryta 14 lipca 1893 roku w Observatoire de Nice w Nicei przez Auguste Charloisa. Nazwa planetoidy pochodzi od łacińskiego słowa modestia oznaczającego skromność. Przed jej nadaniem planetoida nosiła oznaczenie tymczasowe (370) 1893 AC.